# Oideterus
Oideterus is een geslacht van kevers uit de familie van de boktorren (Cerambycidae). De wetenschappelijke naam van het geslacht werd in 1857 voorgesteld door James Thomson.

## Soorten
- Oideterus andrarius Galileo, 1987
- Oideterus birai Galileo, Komiya & Santos-Silva, 2018
- Oideterus buquetii Thomson, 1857
- Oideterus crenatocerus Galileo, 1987
- Oideterus dichotomus Galileo, 1987
- Oideterus elegans (C.O.Waterhouse, 1880)
- Oideterus farallonensis Ascuntar-Osnas, 2018
- Oideterus inaequalis Galileo & Santos-Silva, 2015
- Oideterus latithorax Botero, Galileo & Santos-Silva, 2019
- Oideterus lobicollis (Bates, 1875)
- Oideterus magnificus Galileo, 1987
- Oideterus nigrum Botero, Galileo & Santos-Silva, 2019
- Oideterus pallidus Galileo, 1987
- Oideterus tibiaprocerus Botero, Galileo & Santos-Silva, 2019